# Misioneros de África (Padres Blancos)
La Sociedad de los Misioneros de África (en latín, Missionarii Africae), más conocida como Sociedad misionera de los Padres Blancos (Pères Blancs en francés; Patres Albi en latín) en razón del color del hábito que visten, es una sociedad de vida apostólica católica fundada en 1868 en Maison Carrée (Argelia), antiguo nombre de un suburbio de Argel llamado en el presente El Harrach. Su fundador fue Charles Martial Lavigerie, primer arzobispo de Argel creado cardenal en 1882. La sociedad fue aprobada por la Santa Sede el 15 de febrero de 1908, y con su historia se inició la historia de la evangelización de muchos países africanos.
A los tres votos religiosos tradicionales de pobreza, castidad y obediencia derivados de los consejos evangélicos, los Padres Blancos añaden otro juramento: trabajar por la evangelización de África, de acuerdo con las constituciones y leyes de la sociedad. Los Padres Blancos no son una orden religiosa en el sentido estricto, sino un instituto misionero de derecho pontificio. Los miembros de la sociedad utilizan un acrónimo postnominal, M. Afr., m. Afr., o Mafr.
En 1869, Lavigerie fundó una rama femenina con similar carisma, las Misioneras de Nuestra Señora de África, llamadas popularmente Hermanas Blancas.
Además de su trabajo misionero y pastoral, los Padres Blancos se distinguieron por sus contribuciones científicas relativas a etnografía y geografía de África.
En la actualidad, el superior general de la Sociedad de los Misioneros de África es el Padre. Stanley Lubungo. En 2012, la Sociedad contaba con 1656 religiosos —1314 sacerdotes— y 224 parroquias.

## Inicios
Otras órdenes religiosas, entre ellas los franciscanos, habían trabajado en el norte de África con anterioridad al siglo XIX en la asistencia de esclavos y cristianos cautivos. La asistencia religiosa limitada a colonos europeos comenzó de forma más fluida desde la ocupación francesa en 1830. Pero fue el nombramiento de Charles Lavigerie como arzobispo de Argel en 1867 lo que daría origen a la actividad misionera propiamente dicha. La hambruna campesina de 1867-1868, que provocó más de medio millón de víctimas, dejó un gran número de árabes huérfanos, y la educación y la instrucción cristiana de estos niños fue uno de los motivos inmediatos de la fundación de la sociedad. Lavigerie llegó a África el 11 de mayo de 1868, y comenzó a recoger a los huérfanos de las aldeas. Esta acción, sin embargo, no contó con la aprobación del mariscal Patrice de Mac Mahon, gobernador de Argelia que había aplastado la resistencia de los bereberes, y que temía que los árabes interpretaran estas acciones como una intromisión en sus creencias religiosas. Mac Mahon consideraba que la fe musulmana debía ser protegida del proselitismo religioso, por lo que le dio a entender al prelado que su único deber era servir a los colonos. Lavigerie, sin embargo, continuó su tarea. El historiador Jean Monneret consideró que la acción de Lavigerie en favor de las víctimas del hambre de 1867 y su obra de asistencia a los huérfanos árabes fueron algunas de las grandes obras que honraron el cristianismo de Argelia.

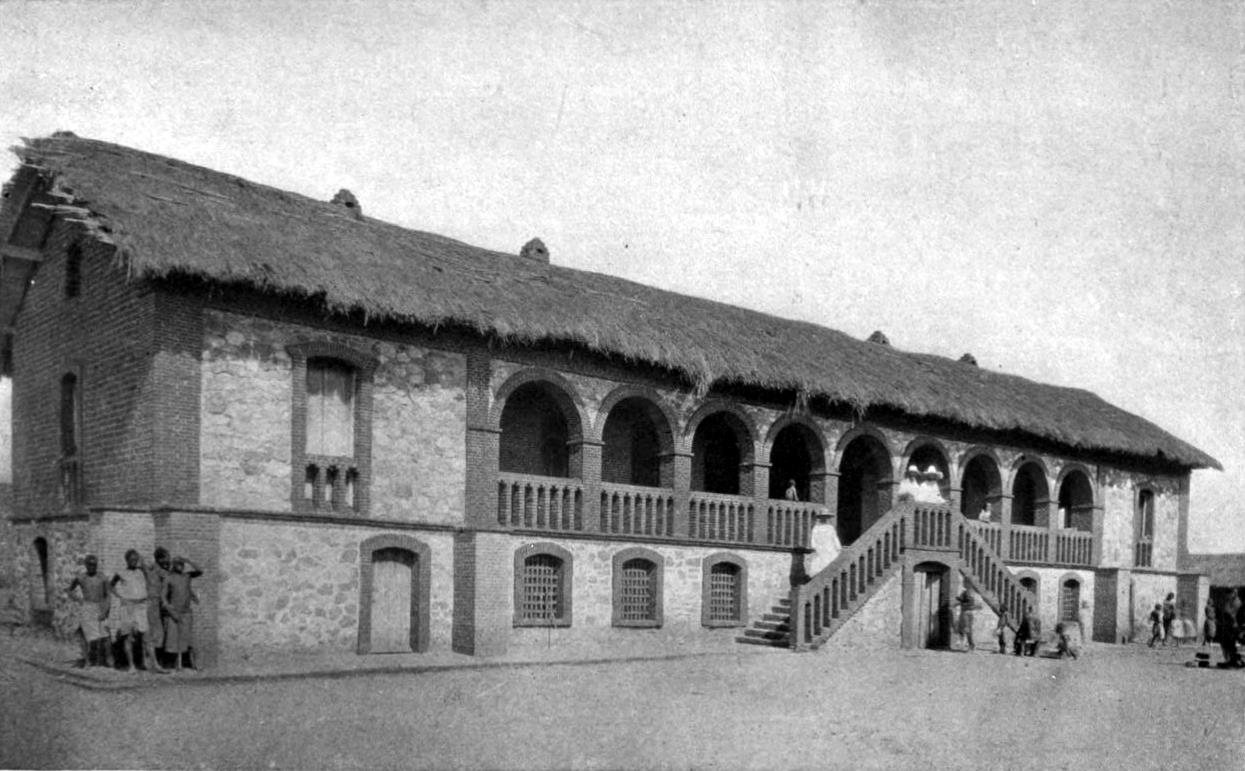
Misión de los Padres Blancos en Tanganica.

A partir de la creación de la sociedad, el fundador tenía en mente la conversión de los árabes y de los pueblos de África central. La sociedad iniciada en Argel se extendió a los países subsaharianos. En 1879 llegaron al reino de Buganda en África ecuatorial (en la actualidad, Uganda). En 1876 y en 1881 dos caravanas enviadas al sur de Argelia y R'dames con la intención de abrir misiones en Sudán fueron masacradas. En 1878 diez misioneros partieron de Argel para establecer puestos en la región de los Grandes Lagos de África (lagos Victoria, Nyanza y Tanganica, que conforman las actuales arquidiócesis de Kampala, Gitega, Tabora, y las diócesis de Kigoma, Lilongüe, y Kalemie-Kirungu). En 1882 se inició una persecución contra los cristianos que recrudeció entre 1885 y 1887, en la que muchos cristianos católicos y anglicanos fueron martirizados. En 1894 se fundó la misión del Sudán francés, en la actual arquidiócesis de Bamako (Malí).
En los últimos años de su vida, Lavigerie se dedicó a la lucha contra la esclavitud y en 1888 llevó a cabo una campaña en varias capitales europeas para denunciar esa práctica. Un libro de la época escrito por Richard F. Clarke, editado un año después de la visita de Lavigerie a Londres, ya enfatizaba su mensaje contra la esclavitud, refiriéndose a Lavigerie en el prólogo como «el apóstol de los esclavos de toda África». Se considera a Charles Lavigerie el fundador del movimiento antiesclavista católico moderno.
Charles Lavigerie murió el 26 de noviembre de 1892 y su cargo de superior general fue ocupado por Léon Livinhac, último vicario general de Lavigerie, a partir de 1894. Durante el mandato de Livinhac, las potencias coloniales europeas establecieron su control en toda África, y la Sociedad de los Padres Blancos tuvo que lidiar con las tensiones entre la Iglesia católica y las autoridades coloniales. Entre 1892 y 1922, la sociedad tuvo un desarrollo notable: creció de 3 obispos a 16, y de 185 padres y 64 hermanos a 674 padres y 180 hermanos. Livinhac definió una constitución para la sociedad, escribió muchas circulares que dieron sentido a los misioneros, y patrocinó la publicación de varias revistas.

## Superiores generales y prelados
A Charles Lavigerie lo sucedieron en el cargo de superior general las siguientes personalidades:
- Arzobispo Léon Livinhac (1894-1922)
- Fr. Paul Voillard (1922-1936)
- Mons. Joseph-Marie Birraux (1936-1947)
- Mons. Louis-Marie-Joseph Durrieu (1947-1957)
- Fr. Léon Volker (1957-1967)
- Fr. Théoz Van Asten (1967-1974)
- Fr. Jean-Marie Vasseur (1974-1980)
- Fr. Robert Marie Gay (más tarde obispo) (1980-1986)
- Fr. Etienne Renaud (1986-1992)
- Fr. Gothard Rosner (1992-1998)
- Fr. François Richard (1998-2004)
- Fr. Gérard Chabanon (2004-2010)
- Fr. Richard Baawobr (2010-presente).

Además de su fundador, los Misioneros de África dieron a la Iglesia católica hasta el año 2014:
- 1 cardenal (Paul Zoungrana)
- 16 arzobispos
- 78 obispos.

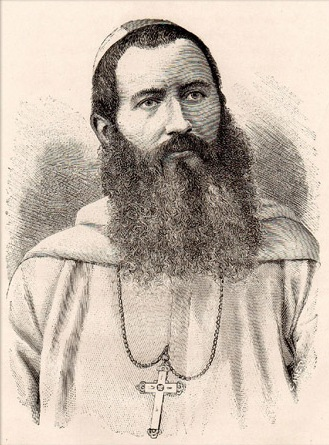
Jean-Baptiste-Frézal Charbonnier (20 de mayo de 1842 - 16 de marzo de 1888), misionero católico de los Padres Blancos, fue vicario apostólico de Tanganica desde enero de 1887 hasta marzo de 1888.
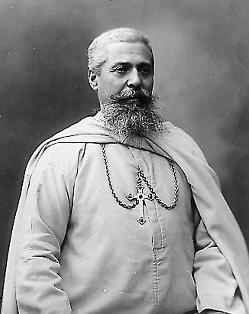
Joseph Dupont, obispo misionero francés, vicario apostólico de Niassa, pionero en la provincia del Norte de Zambia (noreste de Rodesia) de 1885 a 1911. Convenció a los temidos bembas de que le permitieran ser el primer misionero en territorio de Kasama (Zambia).
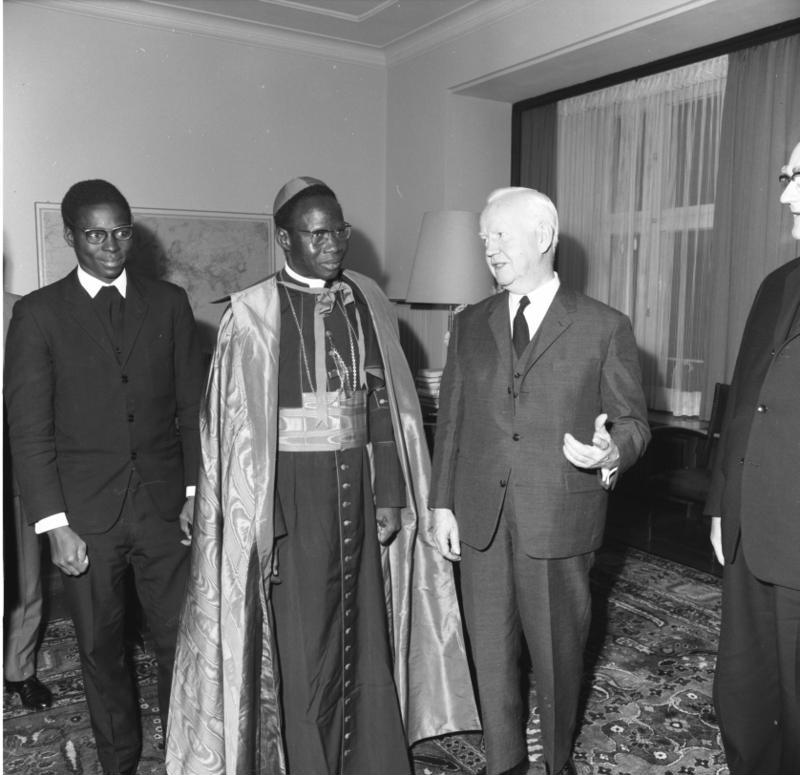
Paul Zoungrana, cardenal de Burkina Faso, se desempeñó como arzobispo de Uagadugú (1960-1995). En la foto, acompañado por el presidente Heinrich Lübke.

## Aportes científicos
Los Padres Blancos se distinguieron por sus trabajos sobre etnografía y geografía de África, y constituyeron a menudo la vanguardia de la exploración científica del continente africano. Entre los primeros Padres Blancos etnógrafos se cuentan Achte Auguste (1861-1905) y Jacques 'Yacouba' Dupuis (1865-1945). Uno de los ejemplos más salientes fue el padre blanco holandés Jan Martin-Michel van der Burgt (1863-1923), el primero en publicar informes etnográficos de importancia sobre Burundi. Trabajó en estrecha colaboración con antropólogos, etnógrafos o arqueólogos famosos de su tiempo, como Felix von Luschan (1854–1924) y Karl Weule (1864-1926), y llegó a redactar un capítulo del libro del geógrafo Hans Meyer, Die Barundi (1916). Aunque los aportes etnográficos realizados por los misioneros en África no siempre fueron reconocidos, un número creciente de estudios señalan el papel importante que desempeñaron los misioneros, particularmente en los procesos de cambio ocurridos en los países africanos antes de su independencia.